# Giovanna Galletti
Giovanna Galletti (Bangkok, 27 giugno 1916 – Roma, 27 aprile 1992) è stata un'attrice italiana.

## Biografia
Inizia la sua attività nel teatro giovanissima, all'inizio degli anni '30, frequentando successivamente i corsi di recitazione al Centro sperimentale di cinematografia di Roma; contemporaneamente lavora in piccole parti nel cinema della fine degli anni '30. Rimarrà molto famosa, nel 1945, la sua partecipazione a Roma città aperta di Roberto Rossellini, nella parte della mascolina e ambigua collaborazionista della Gestapo, nonché fornitrice di stupefacenti alla fragile ragazza interpretata da Maria Michi.
Nel film del 1950 Totò cerca moglie sono lungamente inquadrate la sua schiena e le sue spalle molto atletiche. Sarà sempre nel teatro la sua attività prevalente di attrice, all'interno delle compagnie di Luigi Cimara e Annibale Ninchi, poi Laura Adani e Renzo Ricci, sino ad essere scelta da Giorgio Strehler per Clitennestra in Elettra, ai pirandelliani Sei personaggi in cerca d'autore, dove interpreta la parte della Madre.
Nel cinema del dopoguerra e quello dei decenni successivi, verrà scelta quasi esclusivamente per interpretare parti di donna malvagia e senza cuore, quasi in memoria del suo ruolo senza possibilità di variazioni in Roma città aperta. La Galletti talora è accreditata con lo pseudonimo Giana Vivaldi: nel film di Mario Bava del 1966 Operazione paura, ove interpreta il ruolo della nobildonna Graps, e nel film di Roberto Mauri del 1965 Le notti della violenza, ove interpreta il ruolo della madre delle protagoniste.
Frequenti dal dopoguerra le sue partecipazioni alla prosa radiofonica Rai, sia in commedie che in radiodrammi, con la Compagnia di Prosa di Roma della Rai. In televisione avrà modo di farsi apprezzare in varie commedie e in alcuni sceneggiati, come I fratelli Karamazov per la regia di Sandro Bolchi. Appare anche in un episodio del Maigret interpretato da Gino Cervi.
Muore a Roma nel 1992, a 75 anni.

## Filmografia

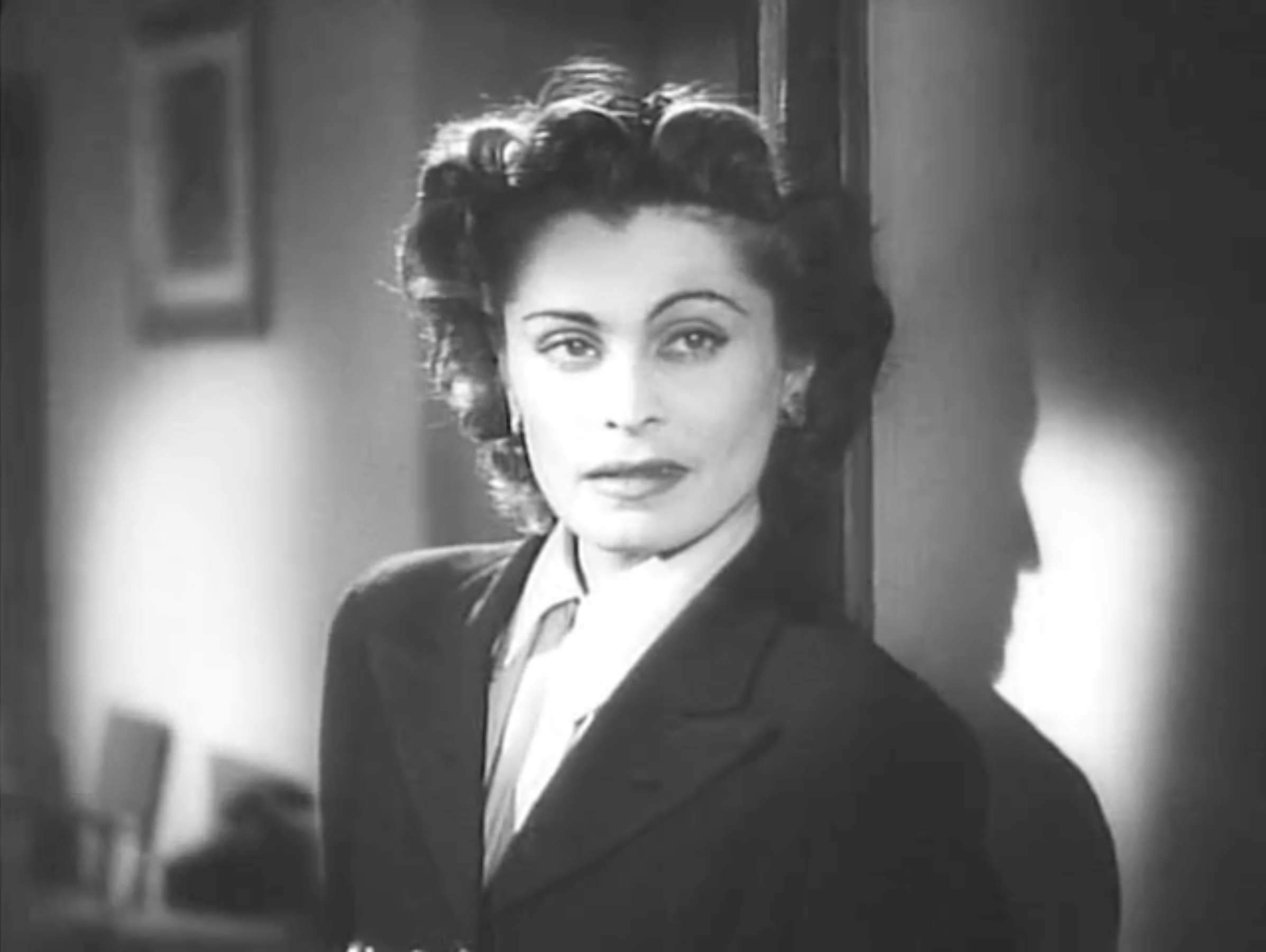
Giovanna Galletti in Roma città aperta (1945)

- La dama bianca, regia di Mario Mattoli (1938)
- Signorinette, regia di Luigi Zampa (1942)
- Roma città aperta, regia di Roberto Rossellini (1945)
- Felicità perduta, regia di Filippo Walter Ratti (1947)
- Margherita da Cortona, regia di Mario Bonnard (1950)
- L'amante di una notte, regia di René Clément (1950)
- Angelo tra la folla, regia di Leonardo De Mitri (1950)
- È arrivato il cavaliere, regia di Steno, Mario Monicelli (1950)
- I fuorilegge, regia di Aldo Vergano (1950)
- Margherita da Cortona, regia di Mario Bonnard (1950)
- La portatrice di pane, regia di Maurice Cloche (1950)
- Totò cerca moglie, regia di Carlo Ludovico Bragaglia (1950)
- È arrivato il cavaliere, regia di Steno e Monicelli (1950)
- Domani è un altro giorno, regia di Léonide Moguy (1951)
- Core 'ngrato, regia di Guido Brignone (1951)
- Verginità, regia di Leonardo De Mitri (1951)
- Messalina, regia di Carmine Gallone (1951)
- Ultimo incontro, regia di Gianni Franciolini (1951)
- Quando le donne amano, regia di Christian-Jaque (1952)
- Inganno, regia di Guido Brignone (1952)
- Mambo, regia di Robert Rossen (1955)
- Gli amori di Ercole, regia di Carlo Ludovico Bragaglia (1960)
- Le signore, regia di Turi Vasile (1960)
- Le meraviglie di Aladino, regia di Mario Bava (1961)
- Sodoma e Gomorra, regia di Robert Aldrich (1962)
- A... come assassino, regia di Angelo Dorigo (1966)
- La Bibbia (The Bible: in the Beginning...), regia di John Huston (1966)
- Operazione paura, regia di Mario Bava (1966)
- L'età del malessere, regia di Giuliano Biagetti (1968)
- Buonasera, signora Campbell (Buona Sera, Mrs. Campbell), regia di Melvin Frank (1968)
- La monaca di Monza, regia di Eriprando Visconti (1969)
- Ultimo tango a Parigi, regia di Bernardo Bertolucci (1972)
- La casa della paura, regia di William Rose (1974)
- Il grande uno rosso (The Big Red One), regia di Samuel Fuller (1980)
- Oggetti smarriti, regia di Giuseppe Bertolucci (1980)
- La donna delle meraviglie, regia di Alberto Bevilacqua (1985)

## Teatro

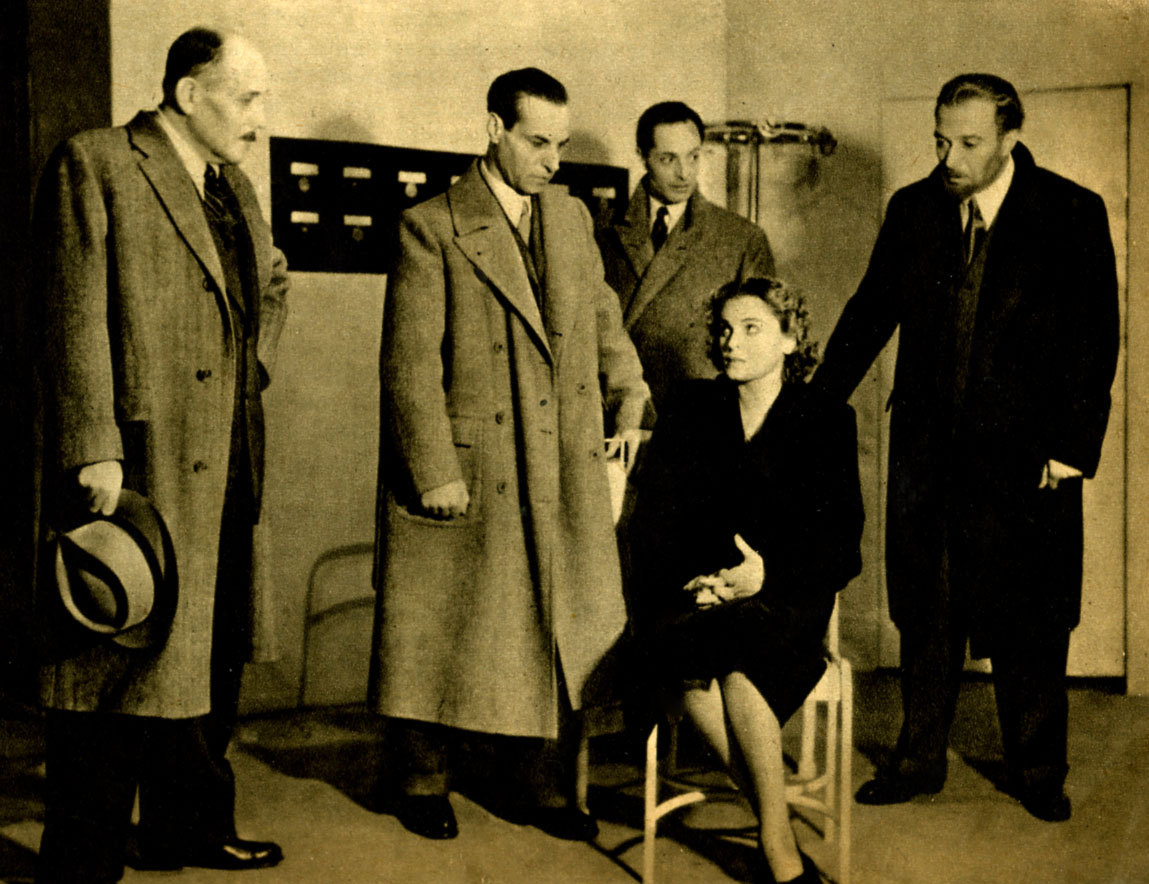
Giovanna Galletti con Tino Bianchi e Renzo Ricci in teatro in Terra sconosciuta (1942)

- Donne, di Clare Boothe Luce, regia di Lamberto Picasso, Teatro Valle di Roma, ottobre 1944
- Sei personaggi in cerca d'autore di Luigi Pirandello, regia di Orazio Costa, 1948.
- Cristo ha ucciso di Gian Paolo Callegari, regia di Guido Salvini, 1948.
- Invito al castello di Jean Anouilh, regia di Orazio Costa, 1950.
- Il ventaglio di Carlo Goldoni, regia di Alfredo Zennaro, 1951.
- Elettra di Sofocle, regia di Giorgio Strehler, Teatro Olimpico di Vicenza, 7 settembre 1951.
- Le sedie, di Eugène Ionesco, regia di Lucio Chiavarelli, Roma, Teatro dei Servi, 8 novembre 1965.

## Prosa radiofonica Eiar
- I diavoli nella foresta, fiaba musicale di Luigi Antonelli, regia di Luigi Maggi, trasmessa il 4 gennaio 1939

## Prosa radiofonica Rai
- L'albergo dei poveri di Maksim Gor'kij, regia di Enzo Ferrieri, trasmessa il 20 giugno 1946.
- Fra due guanciali, di Alfredo Testoni, regia di Guglielmo Morandi, trasmessa il 6 agosto 1951
- Alibi, di A. Burke e L. Stewart, regia di Anton Giulio Majano, trasmesso il 12 ottobre 1951
- Ricordo la mamma di John Van Druten, regia di Anton Giulio Majano, trasmessa il 18 ottobre 1951.
- La nemica, di Dario Niccodemi, regia di Guglielmo Morandi, trasmessa il 18 agosto 1952
- Harvey, commedia di Mary Chase, regia di Anton Giulio Majano, trasmessa 22 settembre 1952
- Messaggio ad ignoti, di Ermanno Maccario, regia di Umberto Benedetto (1953)
- Il vino dell'assassino, di Raffaele Brignetti, regia di Marco Visconti, trasmessa il 16 aprile 1953
- Il trenino delle 8,47, radiocommedia di Mauro Pezzati e Mario Mattolini, dal romanzo di Georges Courteline, regia di Umberto Benedetto, trasmessa il 29 luglio 1953
- L'imperatrice in vacanza, commedia di Luigi Bonelli, regia di Umberto Benedetto, trasmessa il 17 agosto 1953.
- La serpicina, apologo di Domenico Guerrazzi, regia di Marco Visconti, trasmesso il 5 gennaio 1955
- Commedia senza titolo, commedia di Anton Čechov, regia di Corrado Pavolini, trasmessa il 15 gennaio 1954
- La funzionaria, commedia di Mario Pelosi, regia di Umberto Benedetto, trasmessa il 17 gennaio 1955
- Questi ragazzi, commedia di Gherardo Gherardi, regia di Umberto Benedetto, trasmessa il 14 marzo 1955
- L'abito verde di De Flers e De Caillavet, regia di Guglielmo Morandi, trasmessa il 7 giugno 1954.
- Il garofano bianco, di Robert Cedric Sherriff, regia di Umberto Benedetto, trasmessa il 20 dicembre 1954.
- Idillio Imperiale, commedia di Salvator Gotta, regia di Amerigo Gomez, trasmessa il 28 aprile 1955
- Una tazza di camomilla, commedia di René Laporte, regia di Marco Visconti, trasmessa il 30 aprile 1955
- Il litigio, commedia di Charles Vildrac, regia di Umberto Benedetto, trasmessa il 14 giugno 1955.
- L'incorruttibile, di Hugo von Hofmannsthal, regia di Marco Visconti, trasmessa il 16 giugno 1955.
- Come le foglie, di Giuseppe Giacosa, regia di Guglielmo Morandi, trasmessa il 29 luglio 1955.
- Tre topi grigi, di Agatha Christie, regia di Umberto Benedetto, trasmessa il 8 agosto 1955.
- Una tazza di camomilla, di René Laporte, regia di Marco Visconti, trasmessa il 27 agosto 1955.
- La scommessa del diavolo di Franca Caprino, regia di Marco Visconti, trasmessa il 5 ottobre 1955.
- La vita è sogno, di Pedro Calderón de la Barca, regia di Corrado Pavolini (1958)
- La bella sentinella, commedia di Mario Pompei, regia di Umberto Benedetto, trasmessa il 6 aprile 1959
- Il calzolaio di Messina, commedia di Alessandro De Stefani, regia di Corrado Pavolini, trasmessa il 10 gennaio 1961

## Prosa televisiva Rai
- Il processo di Mary Dugan, di Bayard Veiller, regia di Claudio Fino, trasmessa il 26 gennaio 1956.
- Tempo in prestito, regia di Anton Giulio Majano, trasmessa il 22 giugno 1962.
- Una partita a carte con lo Zio Tom di Robert Cedric Sherriff, regia di Enrico Colosimo, trasmessa il 9 novembre 1962.
- Jack l'infallibile, regia di Raffaele Meloni, trasmessa il 29 agosto 1963.
- I rubini di Lady Alessandra di Noël Coward, regia di Carlo Lodovici, trasmessa il 2 agosto 1963.
- Pel di carota, un atto di Jules Renard, regia di Silverio Blasi, trasmesso il 29 agosto 1963
- Io, Caterina, regia di Andrea Camilleri, trasmessa il 10 maggio 1972.
- Filippo di Vittorio Alfieri, regia di Orazio Costa Giovangigli, trasmessa l'8 dicembre 1972.
- Le inchieste del commissario Maigret, episodio Il ladro solitario, trasmesso in due puntate il 9 e 10 settembre 1972.
- Il caso Borden, Regia e sceneggiatura di Gian Pietro Calasso trasmessa 1982
- Una donna a Venezia, regia di Sandro Bolchi (1986)

## Doppiaggio
- Gale Robbins in La cara segretaria
- Ann Doran in Prigionieri del cielo

## Doppiatrici italiane
- Tina Lattanzi in Signorinette, Domani è un altro giorno
- Roswita Schmidt in Roma città aperta
- Dhia Cristiani in Core 'ngrato
- Giovanna Scotto in Messalina
- Giuliana Maroni in Le meraviglie di Aladino
- Laura Carli in Operazione paura